# Anna Maria Jopek

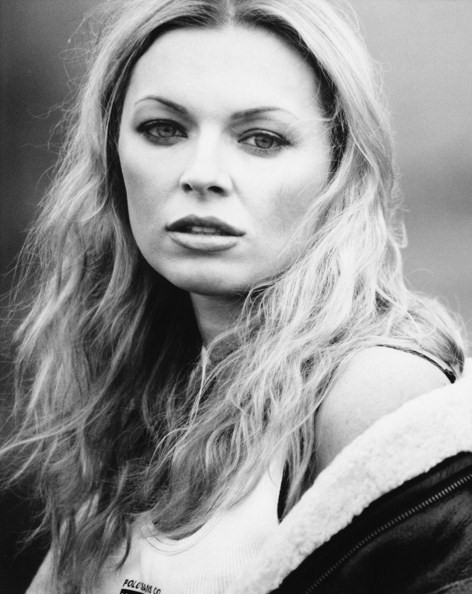
Anna Maria Jopek

Anna Maria Jopek (Varsóvia, 14 de dezembro de 1970) é uma cantora, música e produtora da Polónia. Anna Maria é filha de Stanislaw Jopek, vocalista do Mazowsze, um grupo folclórico polonês importante.
Formada em música Chopin de Varsóvia, participou pela Polónia no Festival Eurovisão da Canção 1997, com a canção "Ale jestem" que terminou em décimo primeiro classificado. Em seguida, transferiu-se por um curto período para Nova Iorque, onde estudou Jazz e tem realizado em vários eventos nas mais importantes. Em 2002 ela foi descoberta por Pat Metheny no álbum que acompanha - "Upojenie".

## Discografia
- Ale jestem (1997)
- Szeptem (1998)
- Jasnosłyszenie (1999)
- Dzisiaj z Betleyem (1999)
- Bosa (2000)
- Barefoot (edição internacional de Bosa) (2002)
- Nienasycenie (2002)
- Upojenie (com Pat Metheny) (2002)
- Farat (live) (2003)
- Secret (2005)
- Niebo (2005)
- ID (2007)
- BMW Jazz Club Volume 1: Jo & Co (live) (2008)
- Haiku (2011)
- Sobremesa (2011)
- Polanna (2011)
- Minione (2017)
- Czas kobiety (2017)
- Ulotne (2018)